# Mombín

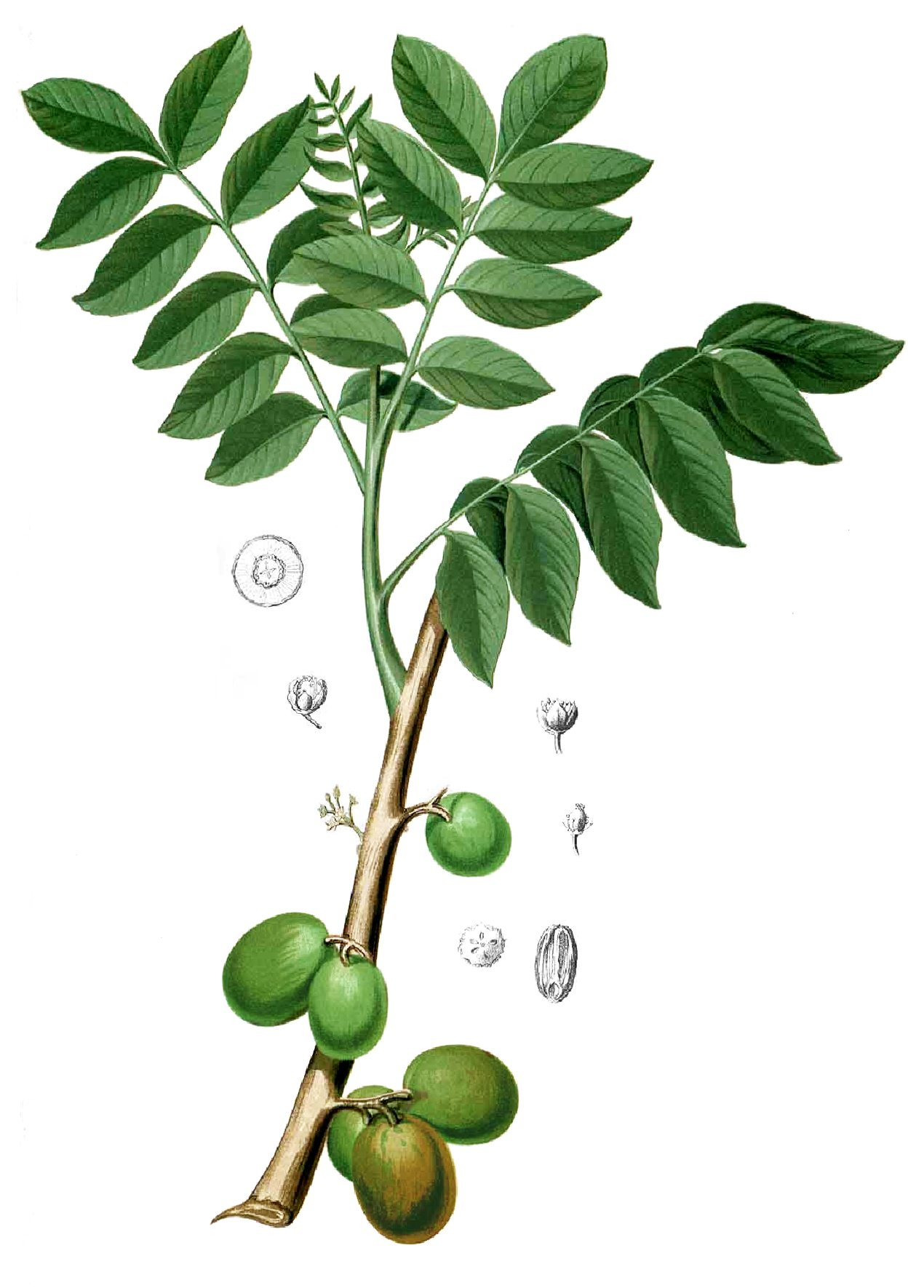
Ilustrace mombínu sladkého z 80. let 19. století

Mombín (Spondias) je rod rostlin z čeledi ledvinovníkovité. Jsou to stromy se střídavými zpeřenými listy a drobnými květy v latovitých květenstvích. Plodem je velká peckovice s dužnatým oplodím. Rod zahrnuje 18 druhů a je rozšířen v tropické Americe a Asii. Jeden druh roste na Madagaskaru.
Mombíny jsou v tropech celého světa pěstovány jako ovocné dřeviny a mají i další využití. Nejznámější je mombín sladký, pocházející z Asie, dále mombín žlutý a mombín červený z tropické Ameriky.

## Popis
Mombíny jsou částečně nebo zcela opadavé stromy. Asijský druh Spondias pinnata mívá opěrné pilíře u paty kmene. Stromy roní viskózní, čirou nebo zakalenou pryskyřičnatou šťávu. Listy jsou střídavé, lichozpeřené (u druhu S. bipinnata jako jediného zástupce celé čeledi 2x zpeřené), často nahloučené u konců větví, řapíkaté, složené ze vstřícných až střídavých, přisedlých nebo řapíčkatých, celokrajných, zubatých nebo vroubkovaných lístků. Květy jsou většinou pětičetné (řidčeji čtyřčetné), jednopohlavné nebo oboupohlavné, uspořádané ve vrcholových nebo úžlabních latách. Výjimečně jsou květenství hroznovitá. Květy rozkvétají před olistěním nebo souběžně s rašícími listy. Koruna je bílá, smetanová, purpurová nebo červená. Tyčinek je dvojnásobný počet oproti korunním lístkům a mají nitkovité až šídlovité nitky. Semeník je srostlý z 5 nebo řidčeji z menšího počtu plodolistů. Čnělky jsou volné nebo častěji v dolní části srostlé, v počtu odpovídajícím počtu plodolistů. Plodem je žlutooranžová, červená nebo zelenavá, kulovitá, obvejcovitá, podlouhlá nebo eliptická peckovice. Mezokarp je dužnatý, endokarp je tvrdý, dřevnatý a mívá vláknitou až ostnitou vnější vrstvu. Obsahuje většinou několik, řidčeji jen jedno semeno.

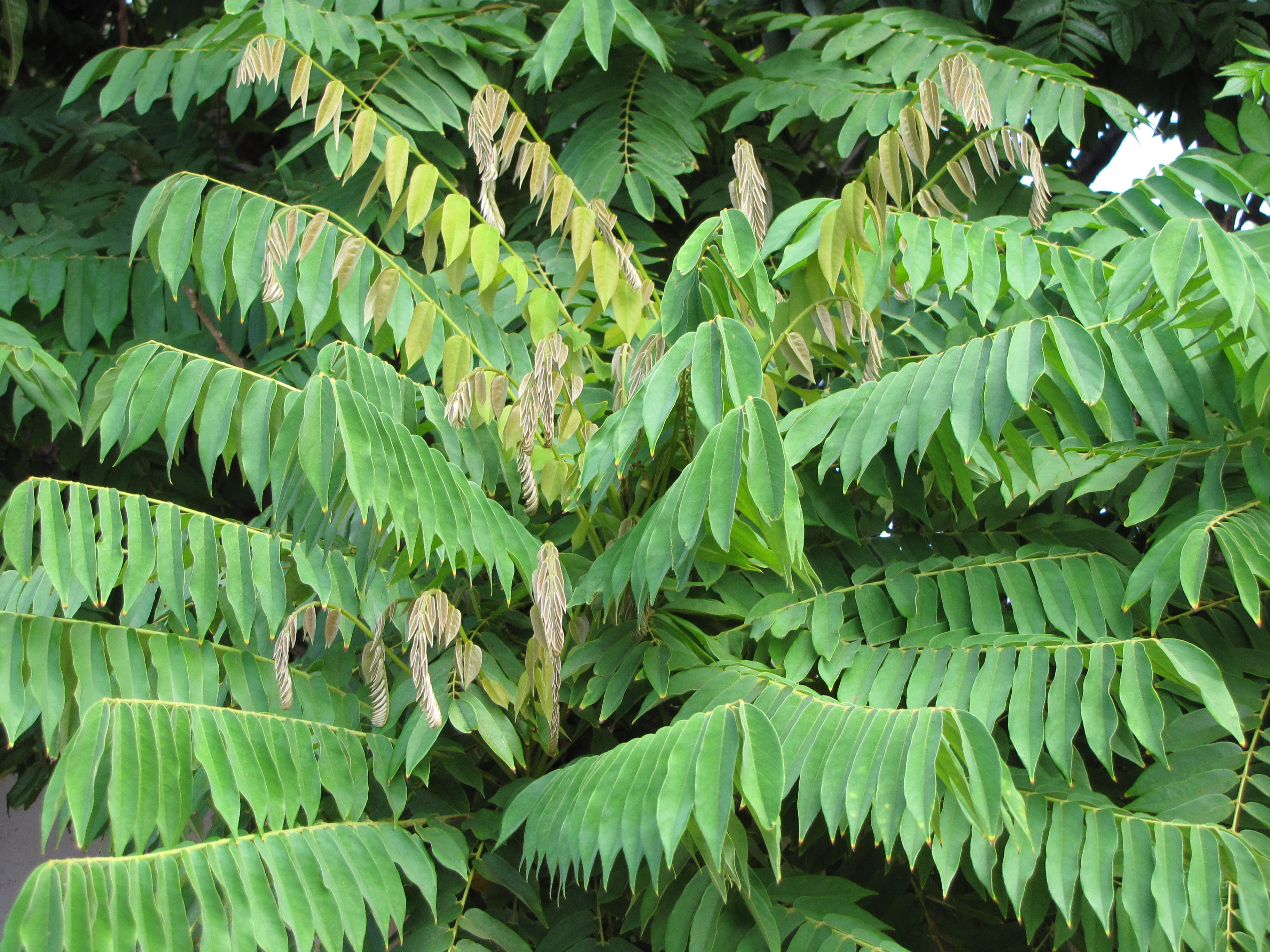
Rozměrné listy mombínu červeného
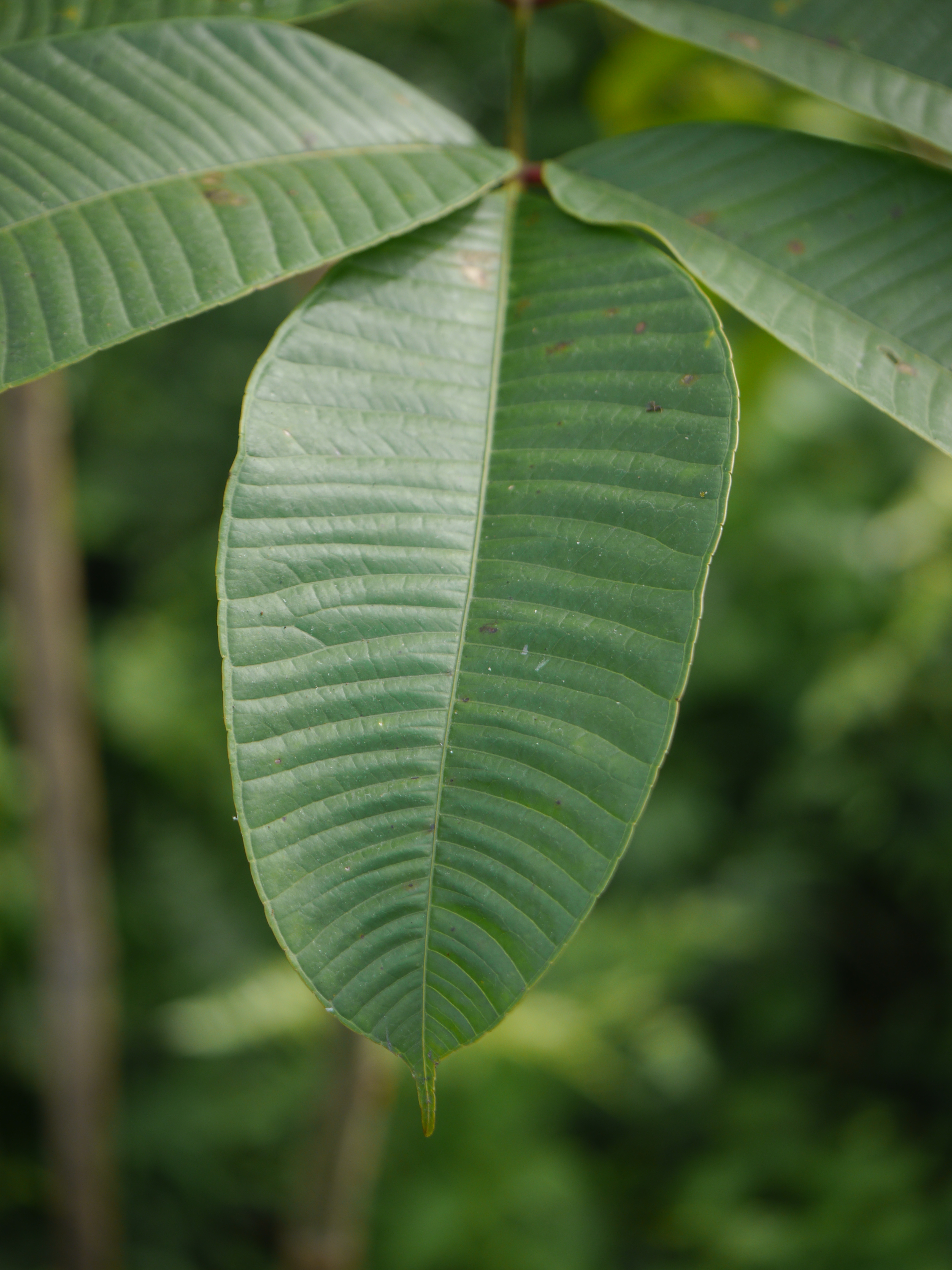
Detail listu Spondias pinnata
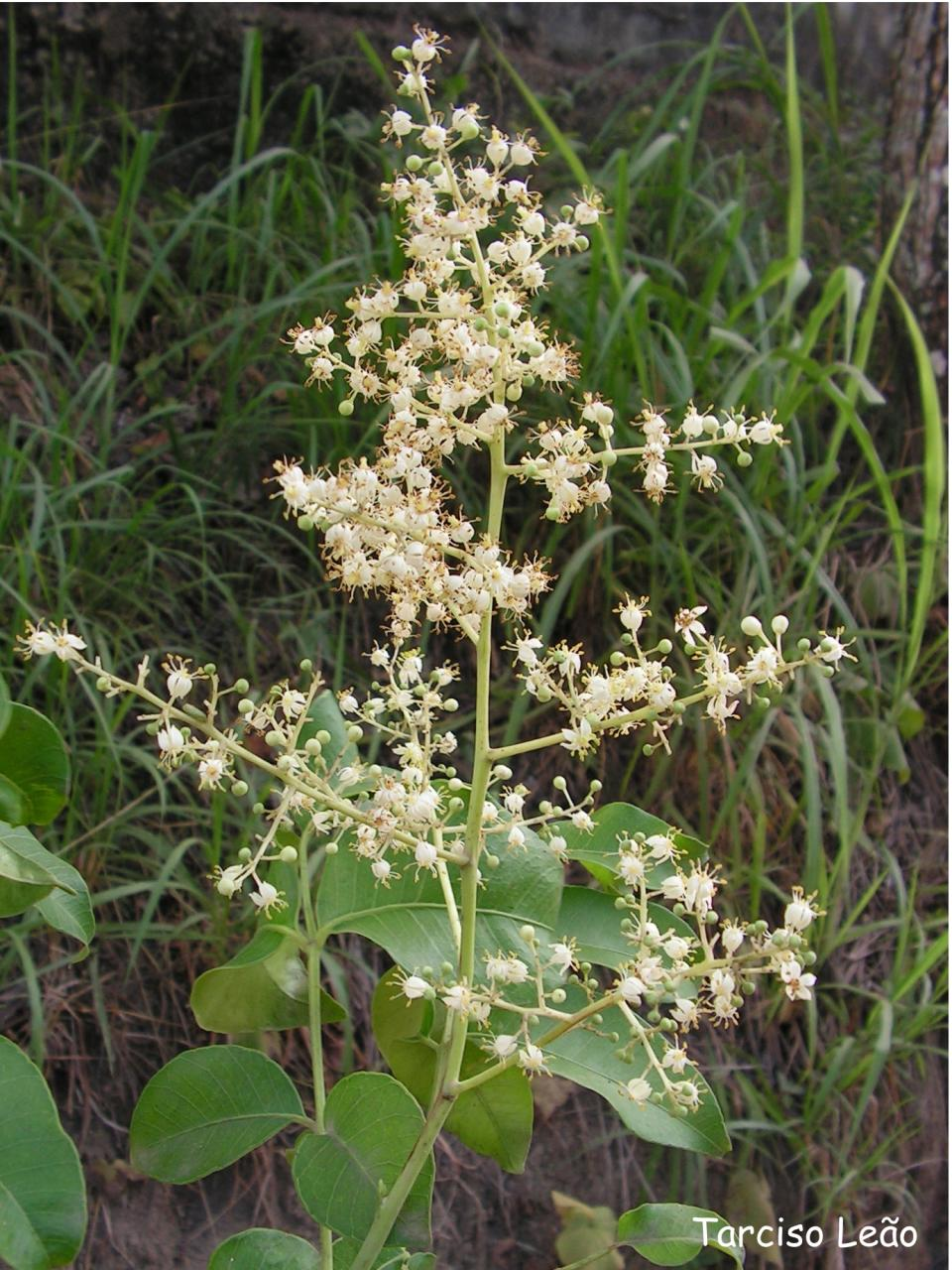
Květenství mombínu žlutého
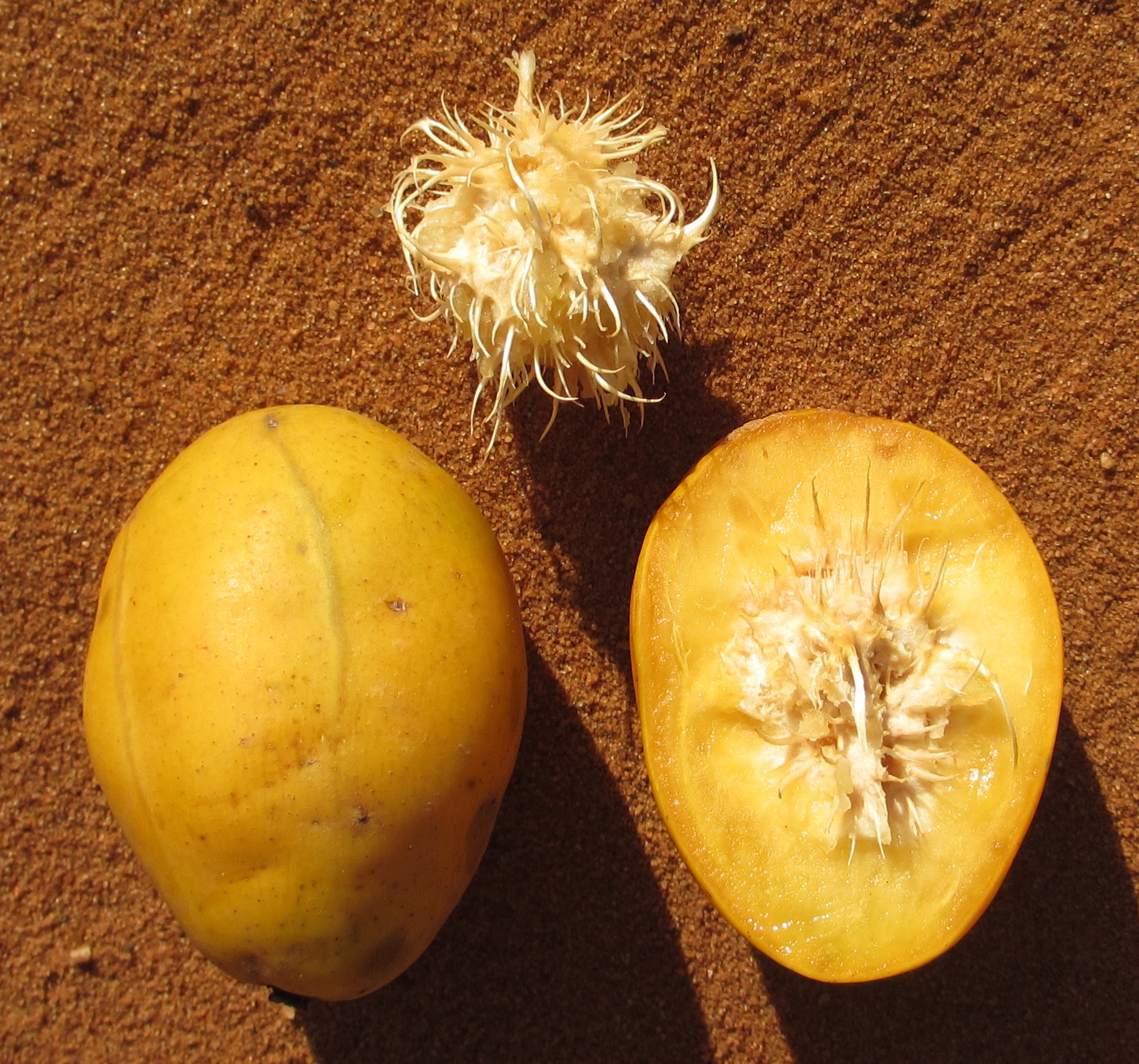
Plody a pecka mombínu sladkého

## Rozšíření
Rod mombín zahrnuje asi 18 druhů. Je rozšířen v tropech Asie a Ameriky a na Madagaskaru. Centra druhové diverzity jsou dvě: v tropické Americe a v Indomalajsii.
Z tropické Ameriky je uváděno celkem 11 druhů. V Mexiku a Střední Americe rostou 3 druhy, podobně v Amazonii. Celkem 6 druhů jsou endemity východní Brazílie.
Největší areál má v tropické Americe mombín žlutý (Spondias mombin), rozšířený od Mexika až po Bolívii a zastoupený i na Karibských ostrovech.
Z tropické Asie je uváděno 6 druhů. Areál rodu v Asii sahá od Pákistánu přes jižní Čínu, Indočínu, jihovýchodní Asii a Novou Guineu po tichomořské ostrovy Vanuatu. Největší areál má v Asii Spondias pinnata, rozšířený od Indického poloostrova po jižní Čínu, Filipíny a Malé Sundy. Druh Spondias xerophila je endemit Srí Lanky.
Na Madagaskaru roste jediný druh, endemický Spondias tefyi.
 Některé pěstované asijské či americké druhy zdomácněly i v jiných oblastech tropů.
Většina amerických druhů roste v tropických deštných lesích v nadmořských výškách do 1000 metrů. Výjimkou je mombín červený, rostoucí v opadavých a poloopadavých lesích od Mexika po Kolumbii, a druh Spondias tuberosa, obývající aridní biotop caatinga v severovýchodní Brazílii.

## Ekologické interakce
Květy mombínů opyluje hmyz, zejména včely a v menší míře i vosy. Plody jsou důležitou složkou potravy celé řady obratlovců, a to zejména v obdobích, kdy je plodů celkově nedostatek. V tropické Americe je vyhledávají větší druhy ptáků, netopýři, opice, hlodavci, kopytníci, tapíři, kojoti, nosálové, lišky, kinkažu a dokonce leguáni a želvy.
Mombíny jsou živnými rostlinami housenek celé řady nočních motýlů zejména z čeledí martináčovití, slimákovcovití, lišajovití, vzpřímenkovití, hřbetozubcovití a můrovití. Z martináčů se na nich v neotropické oblasti živí druhy Citheronia lobesis, Periphoba arcaei, Rothschildia hopfferi a R. lebeau, v tropech Starého světa Imbrasia dione a Cricula trifenestrata. Z lišajů žijí na mombínech ve východní Africe housenky Rhadinopasa hornimani a v tropické Americe Protambulyx strigilis. Pryskyřičnatá šťáva vytékající z některých druhů je v tropické Americe důležitou složkou potravy některých opic, např. tamarínů.
Některé druhy mombínu se účinně přizpůsobily suchému prostředí a vyvinuly se u nich orgány sloužící k zadržení vody na dlouhá období sucha. U mombínu červeného je vláha skladována ve ztlustlém kmeni, zatímco druh Spondias tuberosa, rostoucí v brazilském biotopu caatinga, má podzemní hlízy. Oba druhy v suchém období na dlouhý čas zcela ztrácejí listy.

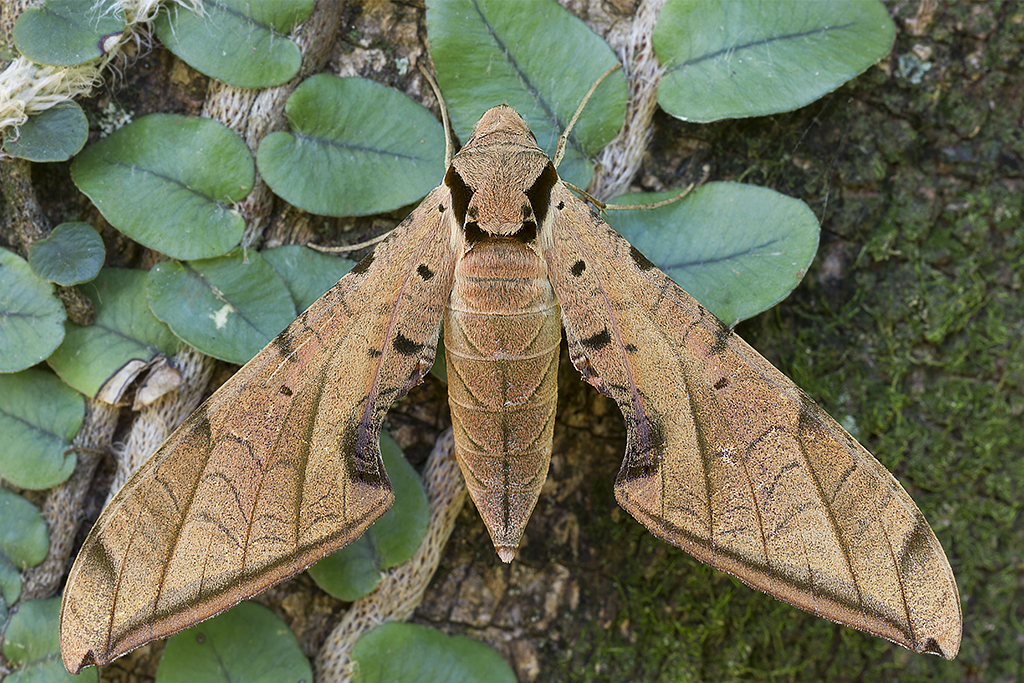
Lišaj Protambulyx strigilis
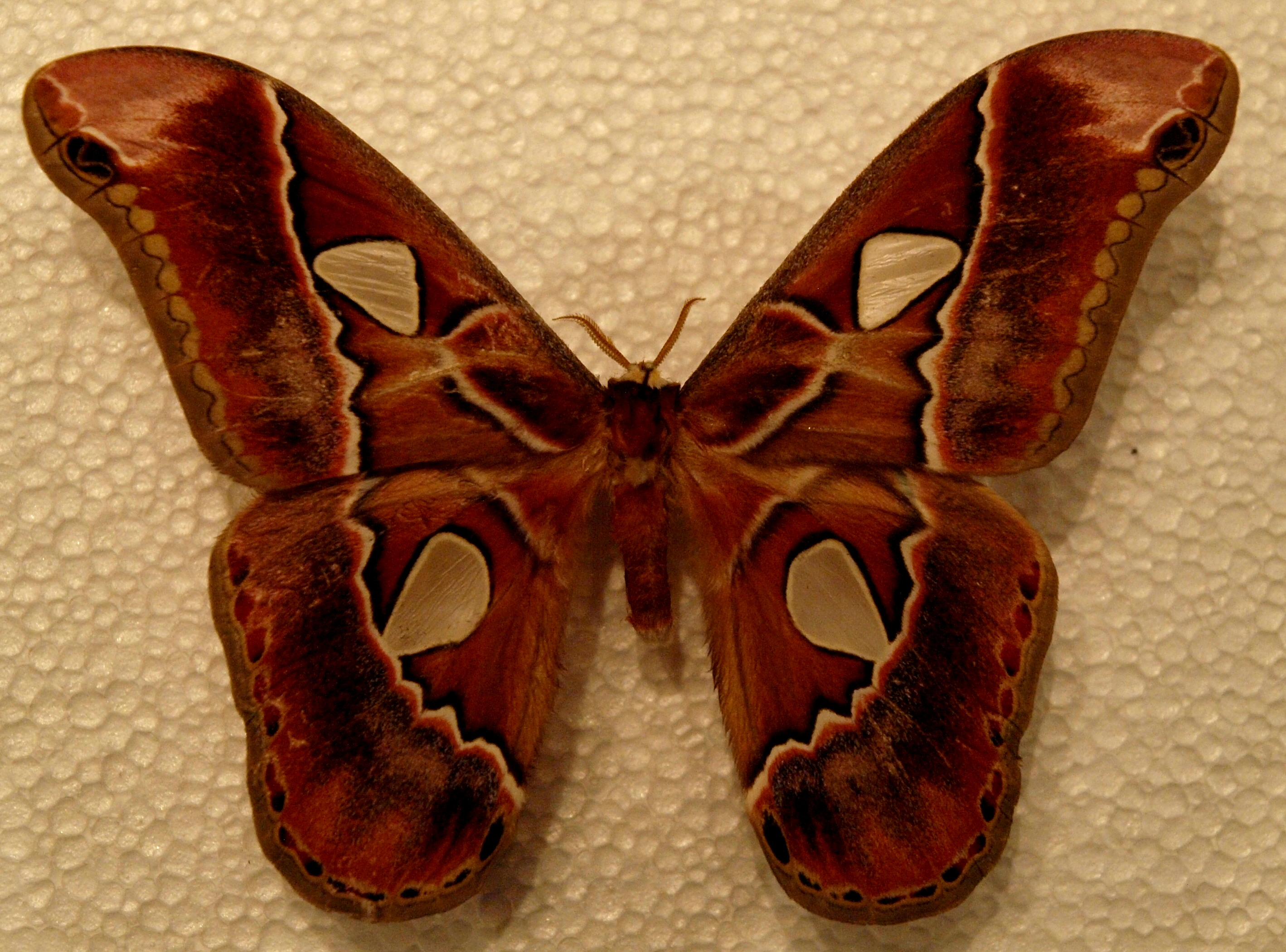
Martináč Rothschildia lebeau
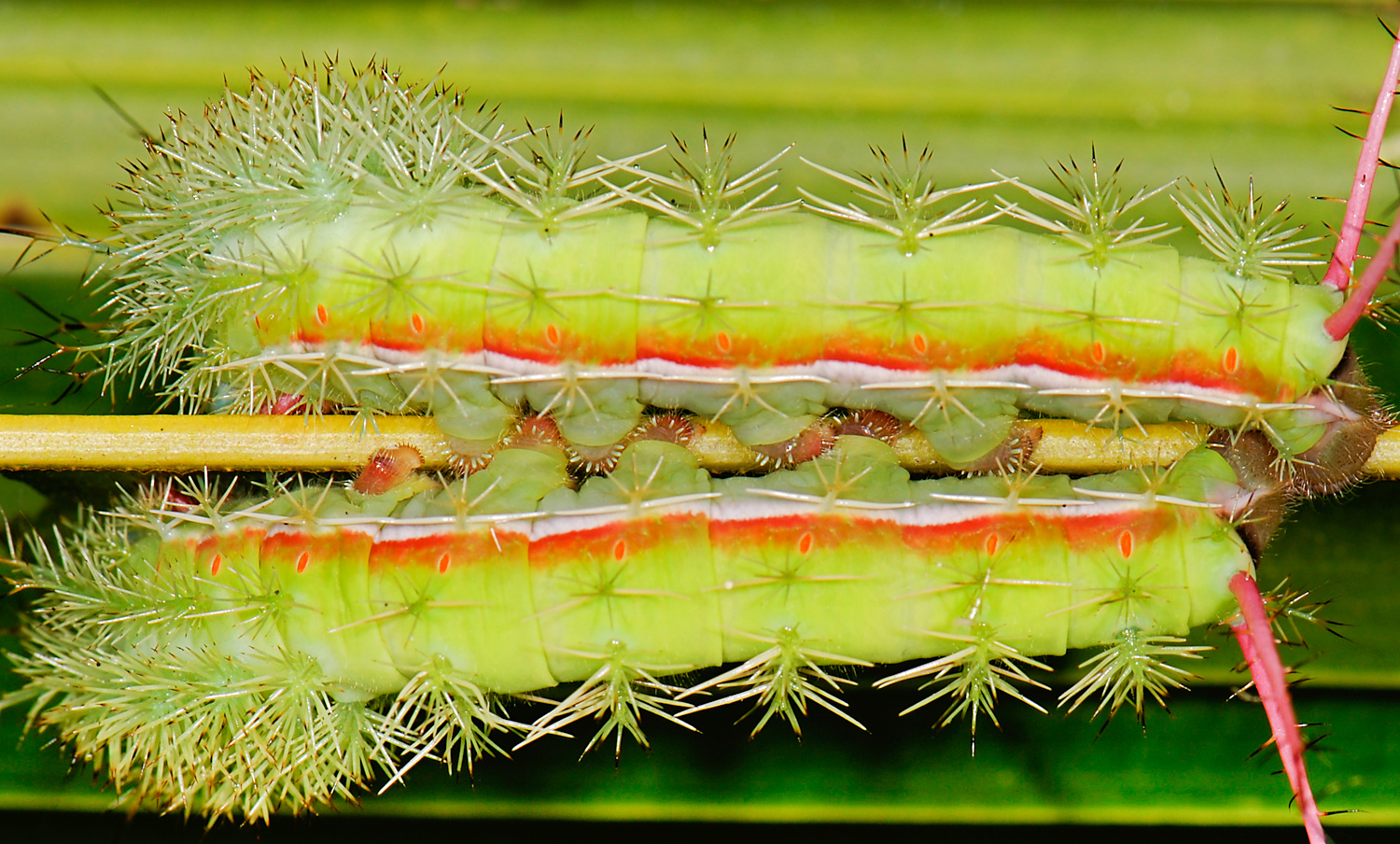
Housenky martináče Periphoba arcaei

## Obsahové látky a jedovatost
Šťáva mombínů obsahuje fenolické sloučeniny, které mohou při kontaktu s pokožkou přivodit dermatitidu. Na rozdíl od řady jiných zástupců čeledi ledvinovníkovité však bývají příznaky většinou mírné.

## Taxonomie
Rod Spondias je v rámci čeledi Anacardiaceae řazen do podčeledi Spondioideae.
V minulosti byly součástí rodu Spondias i některé druhy, dnes vyčleňované do jiných rodů: Solenocarpus indicus, S. philippinensis, Allospondias lakonensis a A. laxiflora

## Zástupci
- mombín červený (Spondias purpurea)
- mombín sladký (Spondias dulcis, syn. S. cytherea)
- mombín žlutý (Spondias mombin)[7]

## Význam

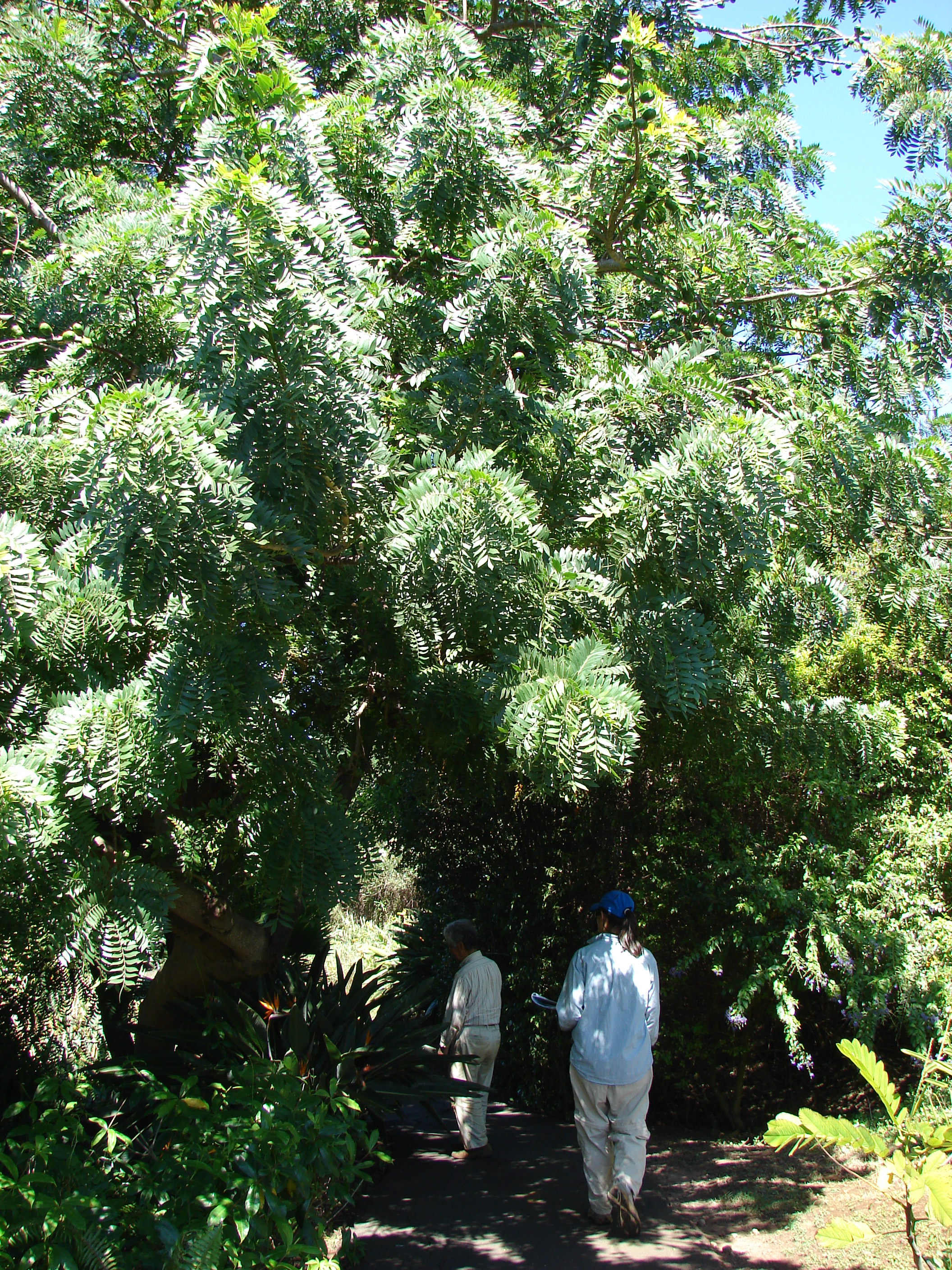
Mombín žlutý

Mombín sladký pochází z tropické jižní a jihovýchodní Asie a je pěstován jako ovoce v tropech celého světa. Zralé plody jsou konzumovány přímo nebo se zpracovávají na marmelády, sirupy, džusy ap. Z nezralých plodů se zhotovují různé kořenící přípravky a pochutiny. Mladé listy a mladá květenství slouží jako zelenina.
Mombín žlutý (Spondias mombin) pochází z tropické Ameriky. Pěstuje se zejména v Americe, řidčeji i v jiných částech tropů. Zralé plody se konzumují přímo nebo jsou různě zpracovávány. Nezralé plody se v Mexiku nakládají do soli a octa. Jedlá jsou i jádra pecek. 
Rovněž mombín červený (Spondias purpurea) pochází z tropické Ameriky, kde je rozšířen od Mexika po severní Peru a Brazílii. Je to stará kulturní rostlina Mayů. Hlavní oblastí jeho pěstování je Střední Amerika, je však vysazován i v jiných částech tropů. Červené plody se konzumují čerstvé nebo se tradičním způsobem suší či různě zpracovávají. Listy slouží jako zelenina. Lokálně je využíván též asijský druh Spondias pinnata a brazilský S. tuberosa.
Ze dřeva mombínu sladkého zhotovují domorodci na Společenských ostrovech kánoe.

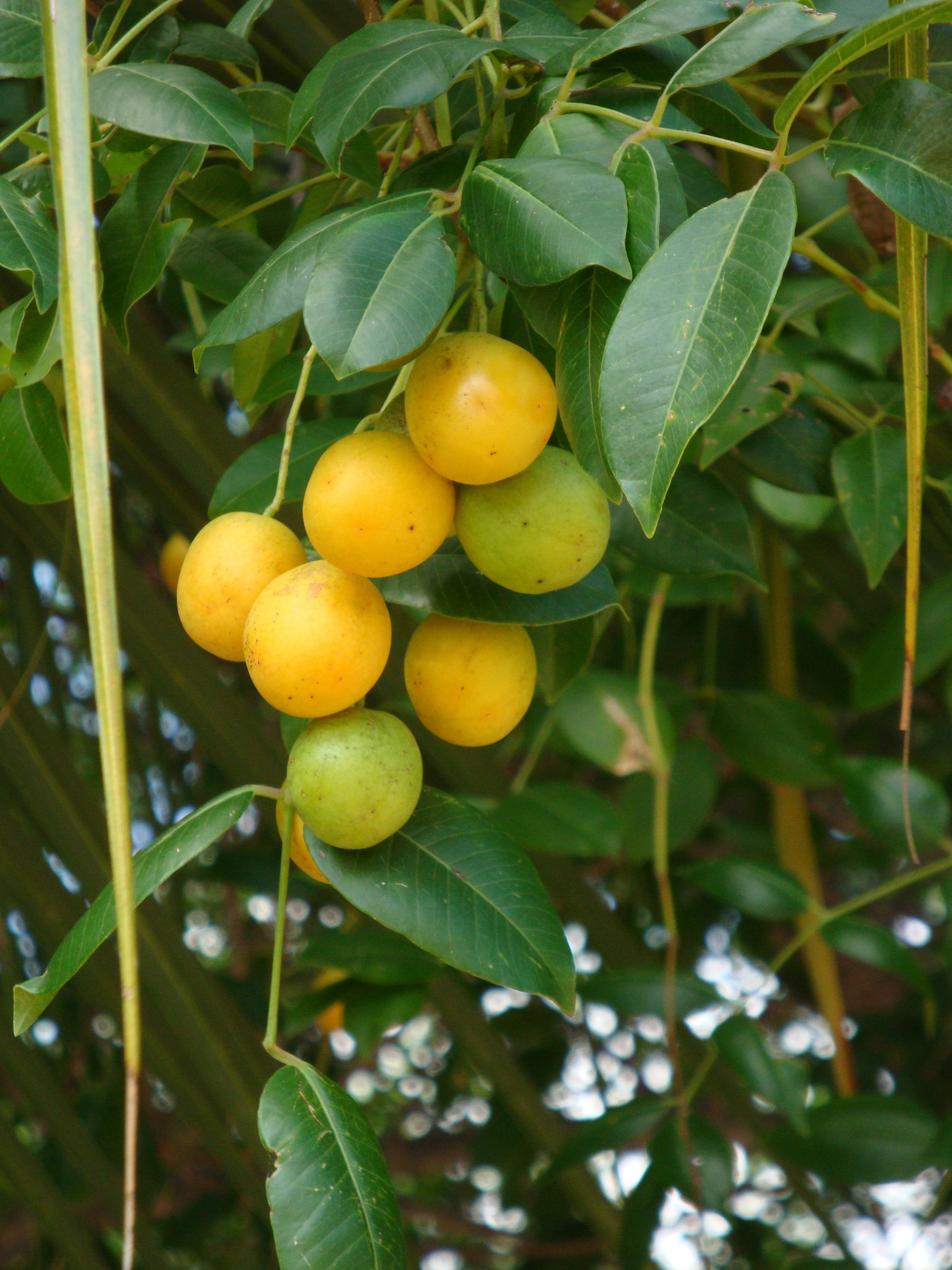
Mombín sladký se zralými plody
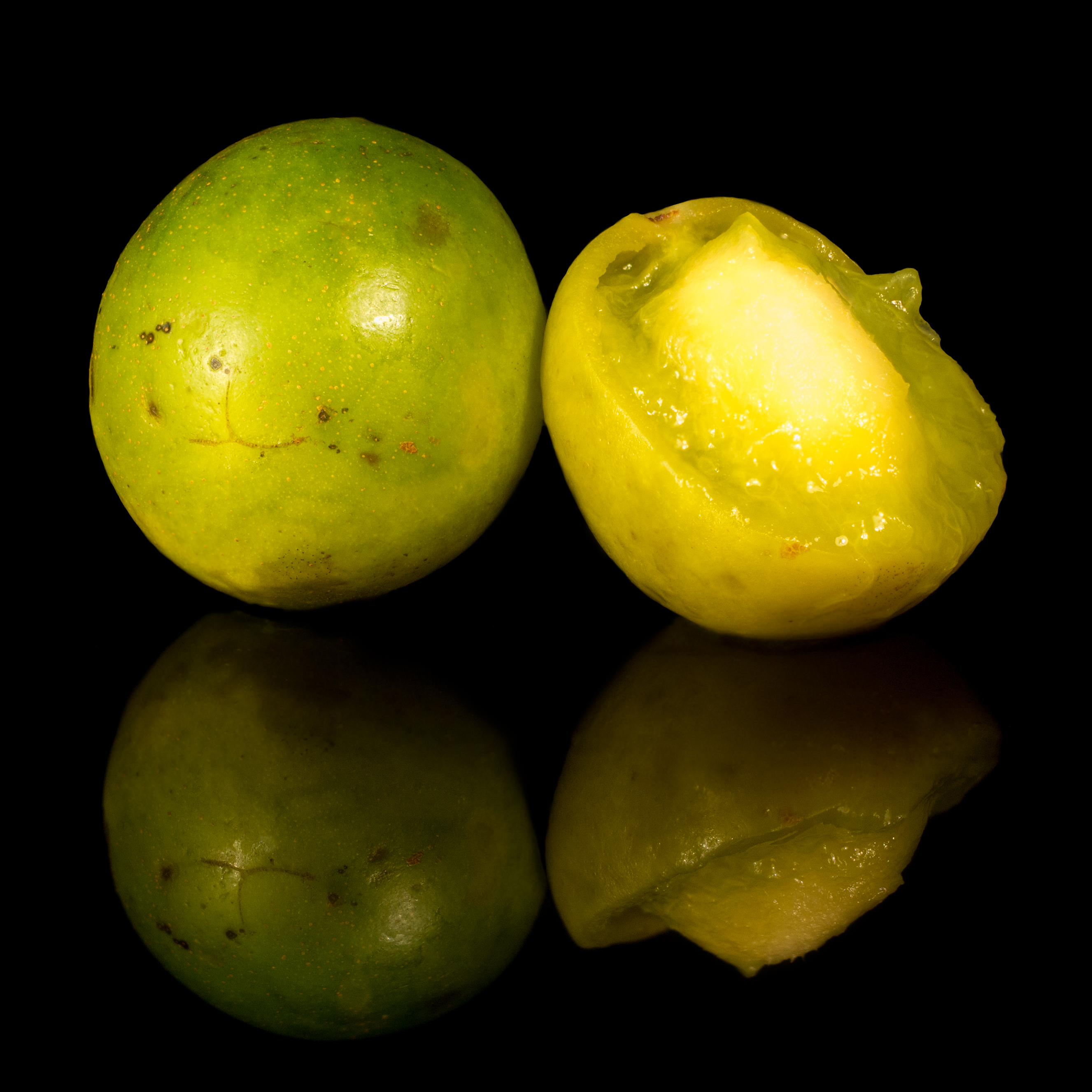
Plody Spondias tuberosa
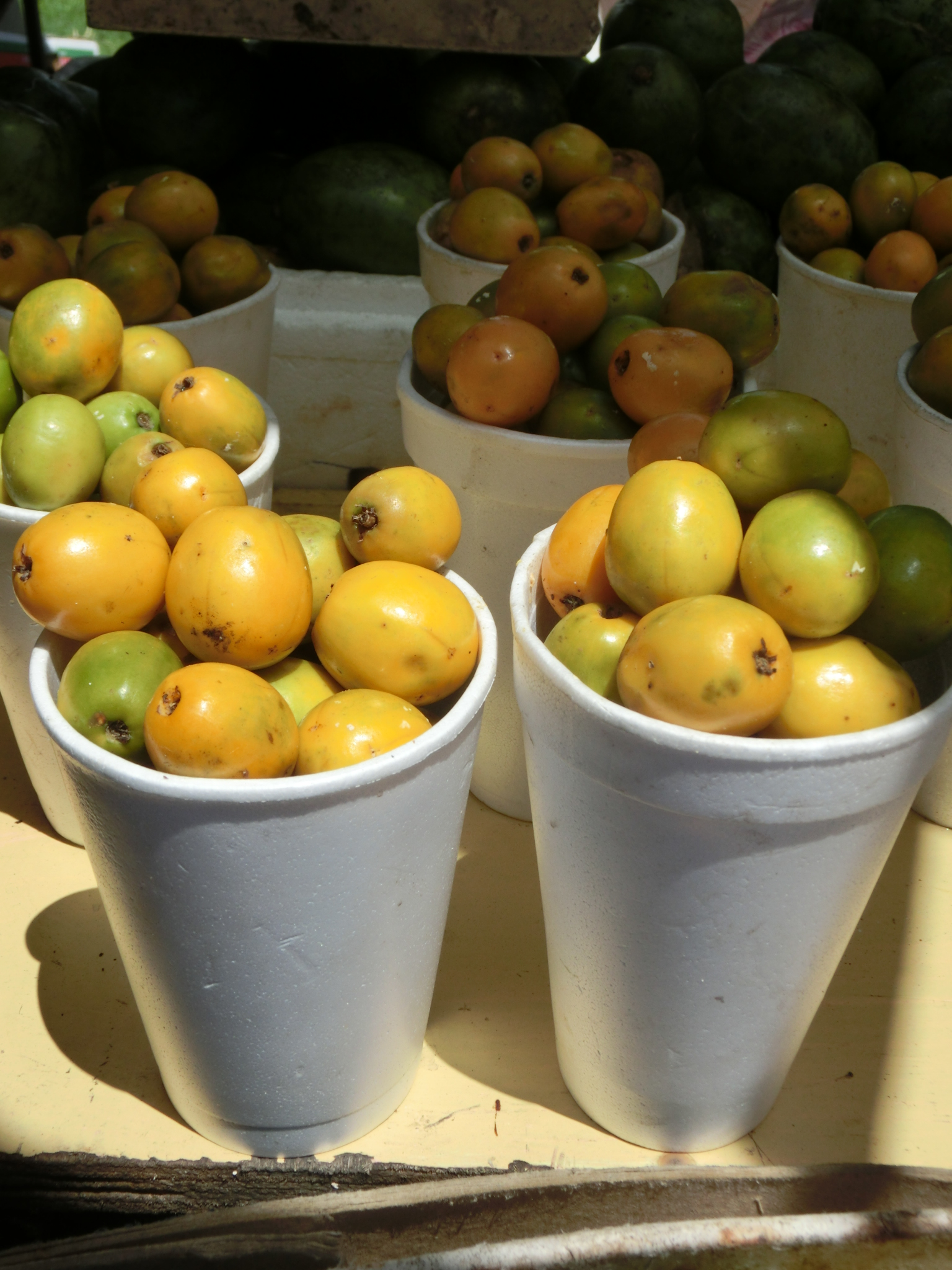
Plody mombínu žlutého na trhu v Dominikánské republice